# Rožnik (Berg)

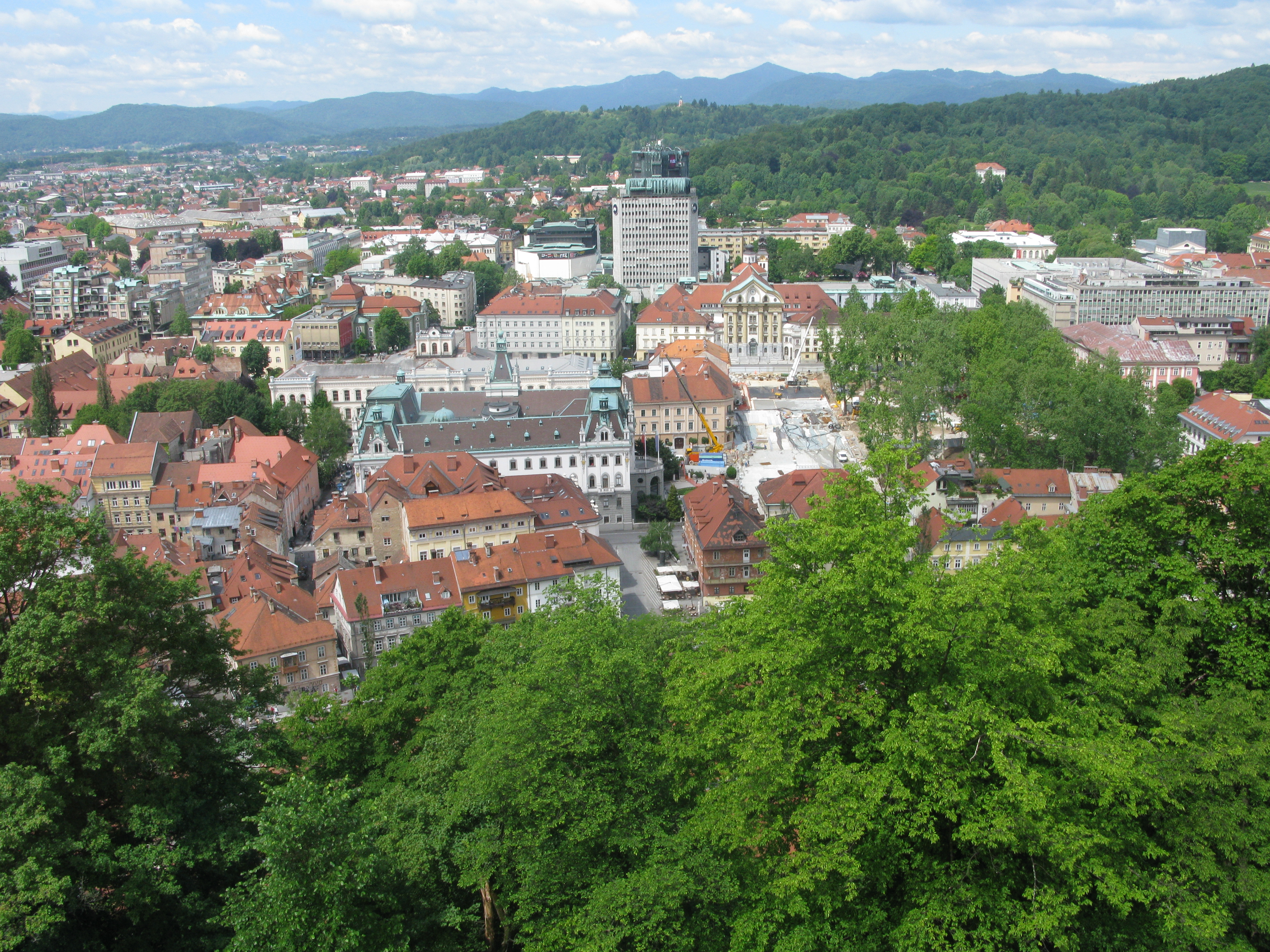
Der Rožnik-Höhenzug hinter dem Zentrum von Ljubljana

Rožnik ist der Name eines Höhenzug auf dem Gebiet der slowenischen Hauptstadt Ljubljana. Er liegt in den Stadtbezirken Rožnik, Šiška und Center.

## Geologie und Sehenswürdigkeiten

### Cankarjev vrh
Die bekannteste Erhebung des Höhenzugs ist der im Südwesten oberhalb des Zoos gelegene, 394 m hohe Cankarjev vrh (Cankar-Gipfel), umgangssprachlich der Rožnik im engeren Sinne und ein beliebtes Ausflugsziel. Mit dem offiziellen Namen wird an den Schriftsteller Ivan Cankar erinnert, der zwischen 1910 und 1917 im Gasthaus unterhalb des Gipfels lebte. In einem der Nebengebäude hat das Stadtmuseum Ljubljana einen Cankar-Gedenkraum eingerichtet. Über dem Haus steht die spätbarocke Kirche Mariä Heimsuchung.

### Šiška-Hügel und weitere Erhebungen

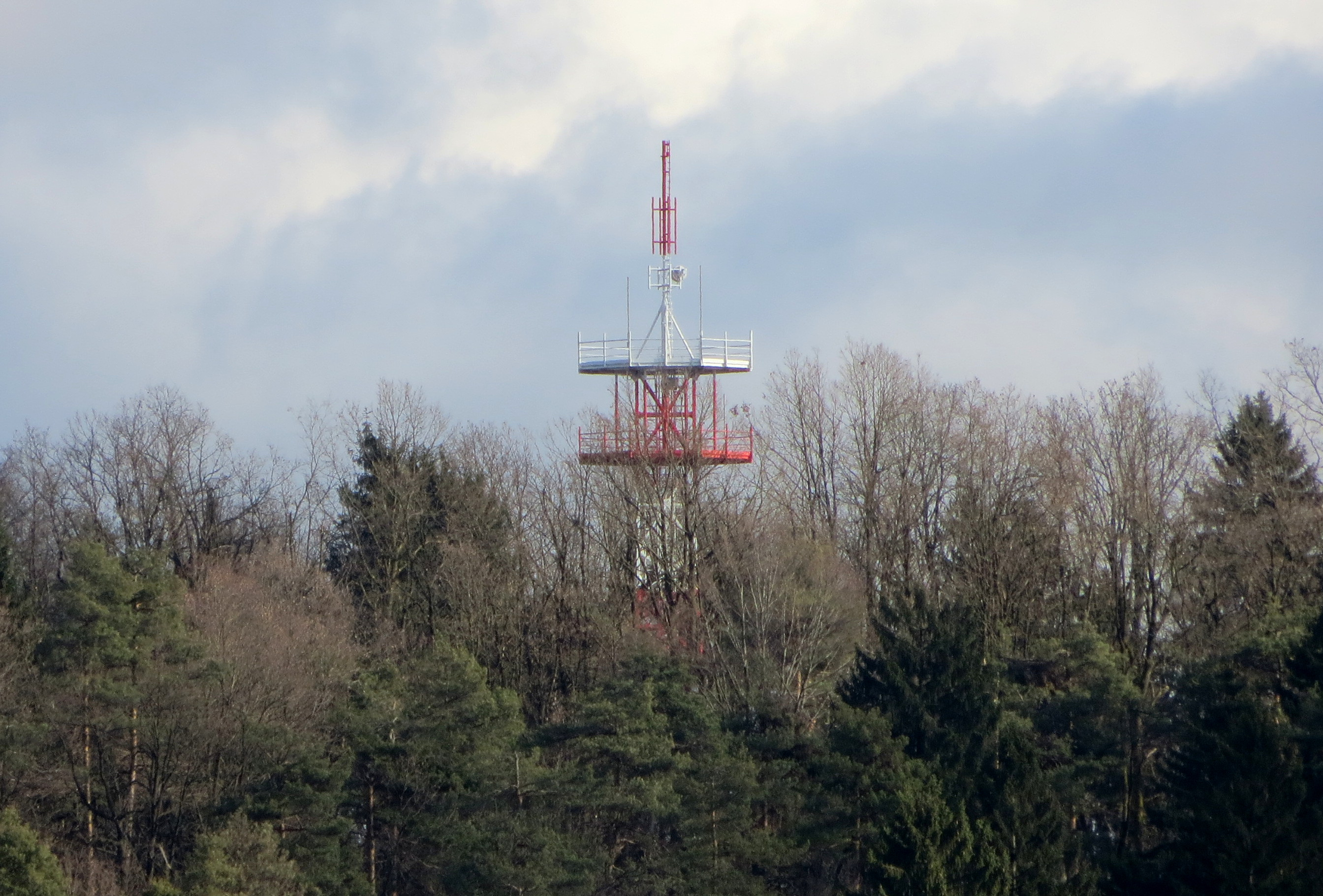
Šiška-Hügel Ljubljana

Der Šiška-Hügel (Šišenski hrib) ist mit 429 m höchste Erhebung des Rožnik-Höhenzugs. Weitere Hügel sind der Tivolski vrh/Tivoli-Gipfel (387 m) im Osten oberhalb des gleichnamigen Schlosses, Veliki Rakovnik (358 m) auf dem Nordkamm und Debeli Hrib (374 m) oberhalb von Šiška im Norden.